# 밀탑

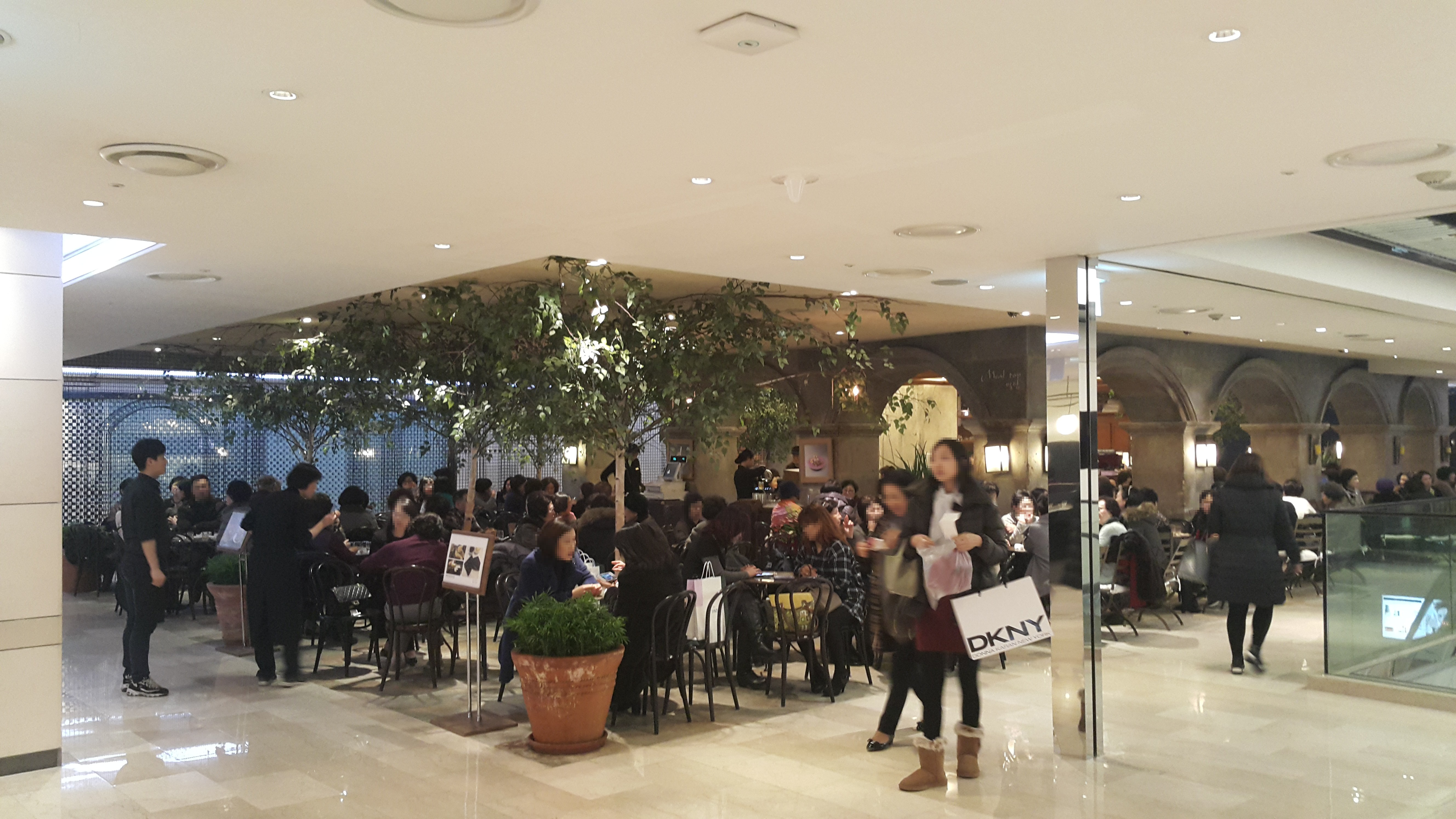
현대백화점 압구정점의 디저트 카페 밀탑.

밀탑(MealTop)은 대한민국의 빙수 및 디저트 카페이다. 서울특별시 강남구 압구정동 현대백화점에서 1985년 개업한 이후 기타 현대백화점 분점을 중심으로 분점을 운영하고 있다. 밀크빙수를 중심으로 기타 커피나 와플 등 디저트를 판매하고 있다. 음식평론가 홍신애는 이 식당의 빙수를 두고 연유와 우유의 비율 중 연유의 비율이 매우 강하며 삶은 팥과의 조화가 좋다고 하며 가장 이상적인 팥빙수라는 평가를 내렸다. 이 식당에서 만들어진 생과일빙수는 기타 지역의 빙수 가게에 많은 영향을 주었으며 현대백화점의 매출에 영향을 줄 정도로 인기가 높다. 또한 분점들은 프랜차이즈가 아닌 전부 직영으로 운영된다는 특징이 있다.